# Sedliacka Dubová
Sedliacka Dubová (ungarisch Parasztdubova) ist eine Gemeinde im Norden der Slowakei im Okres Dolný Kubín innerhalb des Žilinský kraj mit 536 Einwohnern (Stand 31. Dezember 2024).

## Geographie
Das Dorf liegt inmitten der Landschaft Orava, geomorphologisch innerhalb des Berglands Oravská vrchovina am mittleren Lauf der Orava, die hier den linksseitigen Chlebnický potok und den rechtsseitigen Dubovský potok aufnimmt. Das Gelände ist im südlichen und mittleren Teil des Gemeindegebiets bergig, im Norden innerhalb des Gebirges Oravská Magura gebirgig. Wälder kommen in den höher gelegenen Lagen vor. Der höchste Punkt der Gemeinde ist der Berg Holý grúň in der Oravská Magura mit 1082 m n.m. Das Ortszentrum liegt auf einer Höhe von 530 m n.m. und ist 14,5 Kilometer von Dolný Kubín sowie 16,5 Kilometer von Tvrdošín entfernt.
Nachbargemeinden sind Babín im Norden, Dlhá nad Oravou im Osten, Chlebnice im Süden und Horná Lehota im Westen.

## Geschichte

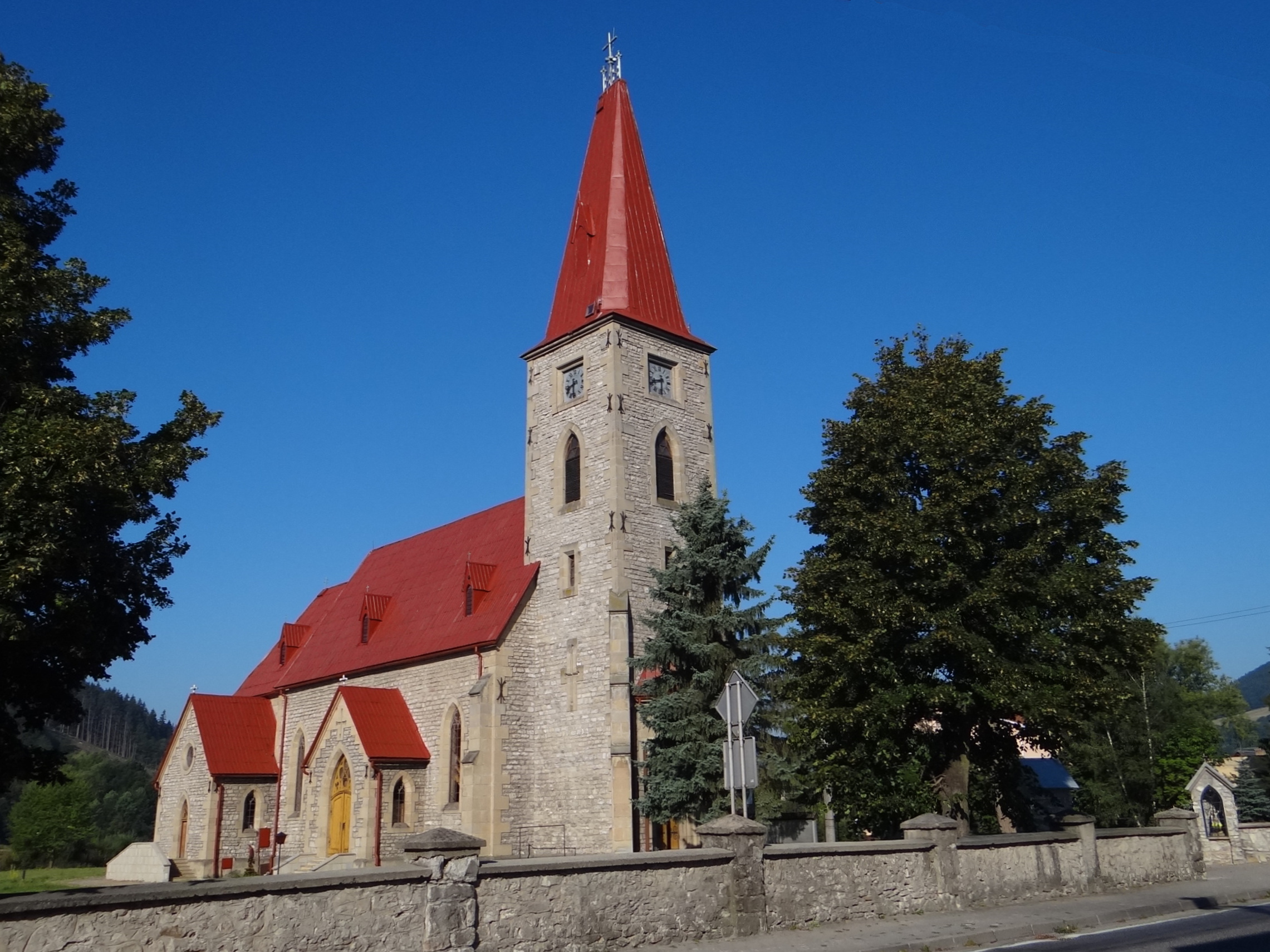
Erzengel-Michael-Kirche im Ortskern

Im Gemeindegebiet von Sedliacka Dubová bestand jeweils eine Burgstätte aus der späten Hallstattzeit und der Puchauer Kultur der Zeitenwende.
Der Ort wurde zum ersten Mal 1397 als Dubowa schriftlich erwähnt und gehörte damals als Untertanen-Dorf zum Herrschaftsgebiet der Arwaburg und stand unter Verwaltung des Erbrichters von Dlhá. 1683 erlitt Sedliacka Dubová große Schäden wegen Kuruzenkriegen. 1772, nach der Einführung des Theresianischen Urbars fand die erste Wahl der Richter statt, und die Gemeinde ließ sich ein Siegel mit der Umschrift „DUBOWA COLONORUM 1772“ anfertigen. Im selben Jahr hatte die Ortschaft 62 Häuser und 332 Einwohner. 1808 und nochmals 1813 richteten zwei Hochwasser-Ereignisse schwere Schäden an. 1828 zählte man 69 Häuser und 472 Einwohner, die zu dieser Zeit als Landwirte beschäftigt waren.
Bis 1918 gehörte der im Komitat Arwa liegende Ort zum Königreich Ungarn und kam danach zur Tschechoslowakei beziehungsweise heute Slowakei. Nach der Gründung der Tschechoslowakei gründete sich 1925 die örtliche Freiwillige Feuerwehr und 1936 wurde eine neue Schule erbaut. 28 Einwohner nahmen am Slowakischen Nationalaufstand teil.

## Bevölkerung
| Jahr                | 1994 | 2004    | 2014    | 2024    |
| ------------------- | ---- | ------- | ------- | ------- |
| Anzahl der Personen | 506  | 504     | 516     | 536     |
| Unterschied         |      | −0,39 % | +2,38 % | +3,87 % |

| Jahr                | 2023 | 2024    |
| ------------------- | ---- | ------- |
| Anzahl der Personen | 533  | 536     |
| Unterschied         |      | +0,56 % |

Gemäß der Volkszählung 2011 wohnten in Sedliacka Dubová 512 Einwohner, davon 499 Slowaken, zwei Polen und ein Bulgare. Ein Einwohner gab eine andere Ethnie an und acht Einwohner machten keine Angabe zur Ethnie. 
489 Einwohner bekannten sich zur römisch-katholischen Kirche, drei Einwohner zu den Siebenten-Tags-Adventisten und zwei Einwohner zur Evangelischen Kirche A. B. 11 Einwohner waren konfessionslos und bei sieben Einwohnern wurde die Konfession nicht ermittelt.

## Baudenkmäler

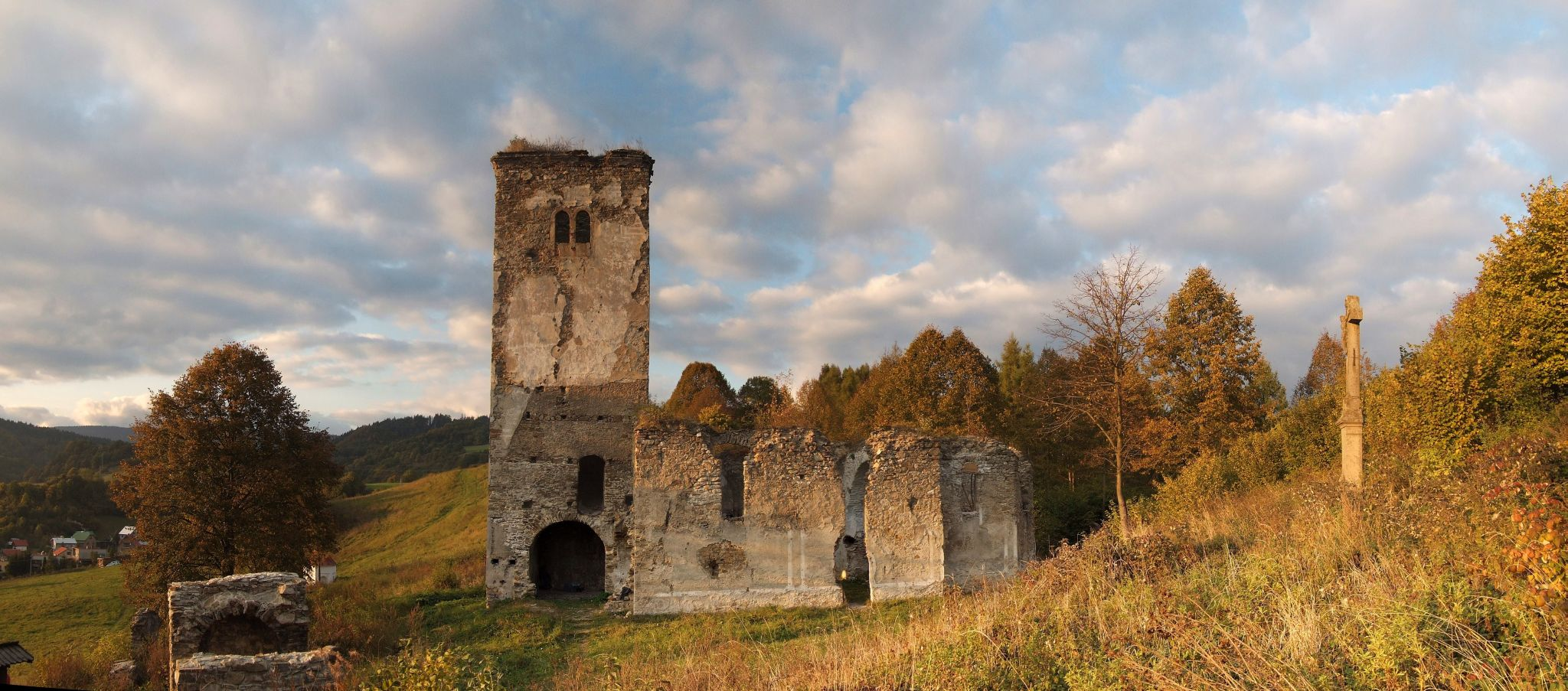
Ruinen der Kirche am Berg Žiar

- Ruine der Barockkirche aus dem 18. Jahrhundert auf dem Berg Žiar über dem Dorf
- römisch-katholische Erzengel-Michael-Kirche im neogotischen Stil aus den Jahren 1880–1884, die als Kopie der Pfarrkirche im österreichischen Altaussee entstand
- vier Kapellen

## Verkehr
Sedliacka Dubová liegt entlang der Straße 1. Ordnung 59 (E 77) von Dolný Kubín zur polnischen Grenze bei Trstená und es gibt eine Haltestelle an der Bahnstrecke Kraľovany–Trstená.

## Söhne und Töchter der Gemeinde
- Peter Colotka (1925–2019), kommunistischer Politiker und langjähriger Ministerpräsident der Slowakischen Sozialistischen Republik (1969–88)